# Zapicán (cacique)
Zapicán (ca. 1500 – febrero de 1574) fue un cacique de la tribu Charrúa, conocido por haber vencido a los conquistadores españoles comandados por el Adelantado Juan Ortiz de Zárate en el Combate de San Gabriel en 1573

### Combate de San Gabriel
29 de diciembre de 1573 - Primer enfrentamiento importante con los españoles, a los que hasta entonces habían sido recibidos generosamente y permitido levantar un fuerte en la isla.
El incidente se produjo por el reclamo del Adelantado de entonces Juan Ortíz de Zárate de un soldado desertor que se había refugiado con los charrúas liderados por el cacique Zapicán, ante la negativa de este Zárate captura a Abayubá sobrino del cacique. Reaccionaron los nativos y provocan un centenar de bajas a los españoles, los sobrevivientes deciden refugiarse en la isla Martín García; el Adelantado solicita la ayuda de Juan de Garay, en ese entonces en Santa Fe.

### Combate de San Salvador
Febrero de 1574 - Juan de Garay sostiene en la barra del río San Salvador, un duro combate en el que derrota a los charrúas, quienes sufren más de 200 bajas y la muerte de sus principales jefes: Abayubá, Tabobá, Zapicán, Añagualpo, Yandinoca y Magalona.
Los españoles contaron con la ventaja de la sorpresa producida por el uso de los caballos, que los nativos veían por primera vez; se cuenta que el joven cacique Abayubá murió mordiendo las riendas de un caballo, mientras su jinete lo atravesaba una y otra vez con la espada.
Fue la primera victoria española en territorio charrúa.
Traás la batalla el adelantado Juan Ortíz de Zárata funda la ciudad Zaratina del San Salvador (situada al norte de la actual ciudad uruguaya de Dolores), donde sitúa la capital de la Nueva Vizcaya (cuya jurisdicción abarcaba los actuales Uruguay, centro de Argentina, Paraguay y Sur de la Provincia de Río Grande do Sur, Brasil).